# جورج في. فورمان
جورج في. فورمان (بالإنجليزية: George V. Forman)‏ هو محامي أمريكي، ولد في 3 ديسمبر 1841 في ميلفورد في الولايات المتحدة، وتوفي في 22 أكتوبر 1922 في بوفالو في الولايات المتحدة.